# Acanthurus monroviae
Acanthurus monroviae és una espècie de peix pertanyent a la família dels acantúrids.

## Descripció
- Pot arribar a fer 45 cm de llargària màxima (normalment, en fa 38).
- 9 espines i 24-26 radis tous a l'aleta dorsal i 6 espines i 24-26 radis tous a l'anal.[3]

## Alimentació
Menja zooplàncton, fitoplàncton i detritus.

## Hàbitat
És un peix marí i d'aigua salabrosa, demersal i de clima tropical (20 °C-25 °C; 30°N-15°S) que viu entre 5 i 200 m de fondària (normalment, entre 5 i 40).

## Distribució geogràfica
Es troba a l'Atlàntic oriental: des del sud del Marroc fins a Angola, incloent-hi Cap Verd i São Tomé.

## Observacions
És inofensiu per als humans.